# Liste des préfets du Pas-de-Calais
Liste des préfets du Pas-de-Calais depuis la création du département, par date d'entrée en fonction. Le siège de la préfecture est à Arras.

## Consulat et Premier Empire
| Période                                                   | Période      | Identité                                     | Fonction précédente | Observation                                                           |
| --------------------------------------------------------- | ------------ | -------------------------------------------- | --- | --------------------------------------------------------------------- |
| 2 mars 1800 (11 ventôse An VIII) ; installé le 5 germinal | 12 mars 1803 | Charles Poitevin de Maissemy (°?-†?)         | Maître des requêtes (avant la Révolution) Administrateur de département                                                     | Nommé Préfet du Mont-Blanc (1804-1810) Préfet de la Somme (1810-1813) |
| 12 mars 1803 (21 ventôse An XI) ; installé le 24 germinal | 22 mars 1815 | Jacques François de La Chaise, baron (°?-†?) | Maréchal de camp ; Maire de Beauvais (1800-1803) membre du Conseil Général et du Collège électoral du département de l'Oise | Maintenu à la première Restauration                                   |

## Première Restauration
| Période      | Période      | Identité                              | Fonction précédente                            | Observation                         |
| ------------ | ------------ | ------------------------------------- | ---------------------------------------------- | ----------------------------------- |
| 12 mars 1803 | 22 mars 1815 | Jacques François de La Chaise (°?-†?) | Maréchal de camp Maire de Beauvais (1800-1803) | Maintenu à la première Restauration |

## Cent-Jours
| Période                             | Période      | Identité                                 | Fonction précédente | Observation                              |
| ----------------------------------- | ------------ | ---------------------------------------- | --- | ---------------------------------------- |
| 22 mars 1815                        | non-installé | Pierre-Clément de Laussat, baron (°?-†?) | Député des Basses-Pyrénées au Conseil des Anciens Membre du Tribunat Préfet colonial en Louisiane (1802) Préfet colonial de la Martinique (1804) Préfet des Deux-Nèthes (1812) Préfet de Jemmapes (1812) | Représentant à la Chambre des Cent-Jours |
| 6 avril 1815 ; installé le 11 avril | 17 mai 1815  | Louis-Julien de Roujoux, baron (°?-†?)   | Avocat au Parlement de Bretagne Lieutenant-maire de Landerneau (1780) Député du Tiers aux États de Bretagne (1789) Membre du Conseil des Anciens Membre du Tribunat Préfet de Saône-et-Loire             | Nommé préfet d'Eure-et-Loir (Cent-Jours) |
| 17 mai 1815                         | 26 juin 1815 | André Dumont (°?-†?)                     | Député de la Somme à la Convention nationale Membre du Conseil des Cinq-Cents Sous-préfet d'Abbeville | Banni, en Belgique de 1816 à 1830        |

## Seconde Restauration
| Période                                      | Période            | Identité                                         | Fonction précédente                                           | Observation                                         |
| -------------------------------------------- | ------------------ | ------------------------------------------------ | ------------------------------------------------------------- | --------------------------------------------------- |
| 30 juin 1815                                 | 14 juillet 1815    | André de Biaudos de Castéja, comte (°?-†?)       | Sous-préfet de Boulogne                                       | (préfet provisoire). Nommé préfet du Haut-Rhin      |
| 14 juillet 1815, installé le 21 juillet      | 15 juillet 1818    | Louis Antoine Victor Malouet, baron (°?-†?)      | Préfet de l'Allier puis nommé préfet de l'Aisne, non-installé | Nommé préfet de la Seine-Inférieure                 |
| 15 juillet 1818                              | 1er septembre 1824 | Joseph-Balthazard Siméon, baron (°?-†?)          | Préfet du Doubs                                               | Nommé maître des requêtes au conseil d'État en 1821 |
| 1er septembre 1824, installé le 20 septembre | 22 août 1830       | Louis-Alexandre Blin de Bourdon, vicomte (°?-†?) | Préfet de l'Oise                                              | Deviendra en 1834 député de la Somme                |

## Monarchie de Juillet
| Période                                | Période         | Identité                                               | Fonction précédente                                                                   | Observation                                            |
| -------------------------------------- | --------------- | ------------------------------------------------------ | ------------------------------------------------------------------------------------- | ------------------------------------------------------ |
| 22 août 1830, installé le 29 août      | 14 mai 1831     | Jean-François de Cahouet (°?-†?)                       | Préfet des Vosges                                                                     | Nommé préfet de la Mayenne                             |
| 14 mai 1831, installé le 20 mai        | 21 janvier 1833 | Alexandre-Daniel de Talleyrand-Périgord, baron (°?-†?) | Préfet de la Drôme                                                                    | Devient ministre plénipotentaire à Florence            |
| 21 janvier 1833                        | non-acceptant   | François Jean de Preissac (°?-†?)                      | Préfet de la Gironde                                                                  | Sera en 1836 pour la seconde fois Préfet de la Gironde |
| 17 mars 1833                           | non-acceptant   | Maurice Fumeron d'Ardeuil (°?-†?)                      | Directeur de l'administration départementale et communale au ministère de l'Intérieur | Reste en poste                                         |
| 23 mars 1833, installé le 03 avril     | 5 juin 1840     | Claude de Champlouis, baron Nau de Champlouis (°?-†?)  | Conseiller d'Etat ; Pair de France                                                    | Nommé préfet de la Côte-d'Or                           |
| 5 juin 1840, installé le 19 juin       | 1er août 1841   | Prosper Gauja (°?-†?)                                  | Préfet de Maine-et-Loire                                                              | Nommé préfet de la Vendée                              |
| 1er août 1841                          | 4 janvier 1847  | Napoléon Desmousseaux de Givré (1803-1870)             | Préfet de l'Aisne                                                                     | Nommé préfet du Nord                                   |
| 4 janvier 1847, installé le 22 janvier | 29 février 1848 | Thomas Louis Mercier (°?-†?)                           | Préfet de l'Oise                                                                      | Passe à la retraite                                    |

## Deuxième Republique
| Période                                 | Période         | Identité                           | Fonction précédente                   | Observation |
| --------------------------------------- | --------------- | ---------------------------------- | ------------------------------------- | --- |
| 29 février 1848, installé le 1er mars   | 2 juin 1848     | Frédéric Degeorge (°?-†?)          | Homme de lettres                      | (commissaire du gouvernement). Élu Représentant du peuple, il déluègue le 2 mai ses fonctions à Edouard Degouve-Denuncques                                               |
| 29 février 1848                         | 24 mai 1848     | Charles Delescluze (°?-†?)         |                                       | (commissaire du gouvernement). Réfugié en Angleterre, puis prisonnier à Cayenne, et refugié en Belgique Sera en 1871 député de la Seine et membre de la Commune de Paris |
| 2 juin 1848, installé le 8 juin         | 10 janvier 1849 | Édouard Degouve-Denuncques (°?-†?) | Commissaire délégué de 2 mai à 2 juin | (commissaire du gouvernement). Nommé préfet des Deux-Sèvres |
| 10 janvier 1849, installé le 19 janvier | 7 mars 1851     | René Fresneau (°?-†?)              | Préfet de la Corse                    | Passe à la retraite |
| 7 mars 1851, installé le 22 mars        | 9 mai 1852      | Emmanuel Combe-Sieyes (°?-†?)      | Préfet de la Haute-Marne              | Nommé préfet de la Haute-Vienne, sans suite ; puis nommé préfet d'Ille-et-Vilaine                                                                                        |

## Second Empire
| Période         | Période          | Identité                                        | Fonction précédente   | Observation              |
| --------------- | ---------------- | ----------------------------------------------- | --------------------- | ------------------------ |
| 9 mai 1852      | 31 octobre 1854  | Victor Du Hamel, comte (°?-†?)                  | Préfet du Lot         | Nommé préfet de la Somme |
| 31 octobre 1854 | 24 février 1864  | Ludovic Ange Laurent Thévenin de Tanlay (°?-†?) | Préfet de la Somme    | Mort en fonction         |
| 11 mars 1864    | 22 février 1866  | Charles Levert (°?-†?)                          | Préfet de la Vienne   | Nommé préfet de la Loire |
| 10 mars 1866    | 5 septembre 1870 | Alphonse Paillard(°?-†?)                        | Préfet du Puy-de-Dôme | Passe à la retraite      |

## Troisième Republique
| Période           | Période          | Identité                                                                | Fonction précédente                                                                                             | Observation |
| ----------------- | ---------------- | ----------------------------------------------------------------------- | --- | --- |
| 5 septembre 1870  | 15 mars 1871     | Eugène-Émile Lenglet (°?-†?)                                            | Avocat | Démissionne pour 6etre candidat aux élections, donne le 15 mars délégation à son sécretaire-général. Élu conseiller municipal et conseiller général |
| 24 mars 1871      | 2 avril 1871     | Arthur Marie Victor Gustave Huguet de Chataux (°?-†?)                   | Sécretaire général du Pas-de-Calais                                                                             | (préfet ad interim) |
| 2 avril 1871      | 6 juin 1874      | Philibert Marie Edouard Simon Lombard de Buffières de Rambuteau (°?-†?) | Maître des requêtes, chargé du cours de droit administratif à l'école des ponts et chaussées                    | Nommé Préfet de la Haute-Garonne |
| 1874              | 21 mars 1876     | Henry Darcy (°?-†?)                                                     | Préfet des Vosges                                                                                               | Nommé préfet des Alpes-Maritimes |
| 21 mars 1876      | 16 mai 1877      | Étienne Tenaille-Saligny (°?-†?)                                        | Préfet de la Charente-Inférieure, démissionne en 1873 à la chute de Thiers ; puis conseiller municipal de Paris | Candidat à la députation (Nièvre), non élu, puis nommé Préfet de la Haute-Garonne                                                                   |
| 19 mai 1877       | 18 décembre 1877 | Antoine Simon Adolphe Poizat (°?-†?)                                    | Préfet du Cantal                                                                                                | En disponibilité à sa demande |
| 18 décembre 1877  | 10 janvier 1880  | Jean-Louis-Ernest Camescasse (°?-†?)                                    | Préfet de la Haute-Savoie                                                                                       | Nommé Directeur des affaires départementales et communales au ministère de l'Intérieur                                                              |
| 12 janvier 1880   | 21 octobre 1883  | Georges Bihourd (°?-†?)                                                 | Préfet de l'Hérault                                                                                             | Nommé Préfet de Meurthe-et-Moselle |
| 21 octobre 1883   | 8 janvier 1890   | Henry Auguste Gaspard Vel, dit Vel-Durand (°?-†?)                       | Préfet du Morbihan, puis Secrétaire général de la préfecture de police                                          | Nommé préfet du Nord |
| 8 janvier 1890    | 14 juin 1900     | Gabriel Alapetite (°?-†?)                                               | Préfet du Puy-de-Dôme                                                                                           | Nommé préfet du Rhône |
| 24 septembre 1900 | 4 janvier 1907   | Jules Antoine Henri Duréault (°?-†?)                                    | Préfet d'Ille-et-Vilaine                                                                                        | Nommé préfet de la Gironde |
| 4 janvier 1907    | 20 octobre 1911  | Jean-Baptiste Félix Trépont (°?-†?)                                     | Préfet du Loiret                                                                                                | Nommé préfet du Nord |
| 20 octobre 1911   | 29 mai 1918      | Édouard Léon Briens (°?-†?)                                             | Préfet de la Côte-d'Or                                                                                          | (Fils d'Ernest Briens, préfet, député et sénateur) en congé de maladie depuis le 20 février, il est mort en fonction le 29 mai 1918.                |
| 20 février 1918   | 13 mai 1921      | Robert Leullier (°?-†?)                                                 | Préfet de l'Aisne                                                                                               | (préfet par intérim du 22 février au 16 août 1918, puis préfet) Nommé préfet de police de Paris                                                     |
| 17 mai 1921       | 28 août 1924     | Pierre Charles Causel (°?-†?)                                           | Préfet de la Loire-Inférieure                                                                                   | Passe à la retraite |
| 28 août 1924      | 14 octobre 1933  | Paul Marie Fortuné Peytral (°?-†?)                                      | Préfet de Seine-et-Marne                                                                                        | Nommé directeur des droits d'entrée et d'octroi de Paris                                                                                            |
| 14 octobre 1933   | 8 août 1940      | Gabriel Auguste Léon Rochard (°?-†?)                                    | préfet de l'Hérault                                                                                             | Passe à la retraite. Après la guerre promu préfet honoraire                                                                                         |

## Préfets de Vichy (1940-1944)
| Période         | Période            | Identité                      | Fonction précédente                      | Observation |
| --------------- | ------------------ | ----------------------------- | ---------------------------------------- | --- |
| 8 août 1940     | 21 mai 1942        | Amédée Bussière (°?-†?)       | Directeur général de la sûreté nationale | Nommé préfet de police de Paris |
| 21 mai 1942     | 22 avril 1943      | Jean Marcel Daugy (°?-†?)     | Préfet des Ardennes                      | Devient chargé de mission au ministère, puis est nommé préfet de la Meuse                                                                                     |
| 22 avril 1943   | 24 janvier 1944    | André Paul Sadon (°?-†?)      | Préfet du Cher                           | Nommé préfet de la Haute-Garonne et de la région de Toulouse                                                                                                  |
| 24 janvier 1944 | 1er septembre 1944 | Alexandre André Pujes (°?-†?) | Préfet délégué à Rouen                   | Suspendu de ses fonctions. Interné au centre Joint-Lambert à Rouen. Sera quand même en 1960 préfet (classe unique, 5e échelon) et en 1962 admis à la retraite |

## Préfets de la Quatrième République
| Période            | Période          | Identité                               | Fonction précédente                                                           | Observation |
| ------------------ | ---------------- | -------------------------------------- | ----------------------------------------------------------------------------- | --- |
| 1er septembre 1944 | 29 décembre 1944 | Jean Cabouat (°?-†?)                   | Préfet de l'Aude en 1941-42, puis préfet sans affectation                     | Devient directeur de la sûreté de la zone française d'occupation en Allemagne                                               |
| 29 décembre 1944   | 20 août 1945     | Pierre Simon Ancel (°?-†?)             | Préfet de Maine-et-Loire avant la guerre, retraite d'office pendant la guerre | Passe à la retraite |
| 20 août 1945       | 14 juillet 1946  | Marcel Ulysse Georges Lanquetin(°?-†?) | Préfet du Loiret délégué dans les fonctions                                   | Nommé préfet du Nord |
| 14 juillet 1946    | 15 octobre 1958  | Georges Germain Phalempin (°?-†?)      | Préfet de la Loire-Inférieure                                                 | (du 4 janvier au 14 juillet 1946 délégué dans les fonctions de préfet du Loire-Inférieur, puis préfet) Nommé préfet du Nord |

## Cinquième République (France)
| Période           | Période           | Identité                              | Fonction précédente | Observation                                                                                          |
| ----------------- | ----------------- | ------------------------------------- | --- | --- |
| 15 octobre 1958   | 14 septembre 1963 | Robert Marius Cousin (°?-†?)          | Préfet de Meurthe-et-Moselle                                                                                                  | Nommé préfet des Bouches-du-Rhône                                                                    |
| 8 octobre 1963    | 12 juillet 1967   | Jean Paul Marie Tomasi (°?-†?)        | préfet inspecteur général régional de Constantine, puis préfet hors cadre en mission                                          | Nommé préfet de la région Haute-Normandie et de la Seine-Maritime                                    |
| 1967              | 15 juin 1970      | Gabriel Ériau (°?-†?)                 | Préfet du Finistère | Nommé préfet de la région Haute-Normandie et de la Seine-Maritime                                    |
| 15 juin 1970      | 27 mars 1974      | Marcel Turon (°?-†?)                  | Préfet de l'Oise | (il reste en poste jusqu'au 15 juin 1974) Nommé préfet de la région Champagne-Ardenne et de la Marne |
| 27 mars 1974      | 13 juin 1974      | Lucien Lanier (1919-2015)             | Préfet du Val-de-Marne | Nommé directeur général de l'administration au ministère de l'Intérieur                              |
| 13 juin 1974      | 2 avril 1976      | Pierre Denizot (°?-†?)                | Préfet du Finistère | Nommé préfet de la région Bourgogne et de la Côte-d'Or                                               |
| 3 mai 1976        | novembre 1979     | Jean Vaudeville (°?-†?)               | Préfet du Val-de-Marne | Nommé préfet hors cadre, puis président de l'O.FER.MAT.                                              |
| 11 décembre 1979  | 9 septembre 1981  | Henri Gevrey                          | Directeur de la division des affaires civiles de défense au secrétariat général de la défense nationale                       | Nommé préfet de la région Bourgogne et de la Côte-d'Or                                               |
| 9 septembre 1981  | 8 mars 1985       | Pierre Cazejust (°?-†?)               | Séceretaire général de la zone de défense de Paris                                                                            | Passe à la retraite                                                                                  |
| 8 mars 1985       | 17 janvier 1990   | Jean Dominé                           | Préfet de la Loire | Nommé préfet hors cadre                                                                              |
| 26 février 1990   | 2 août 1993       | Jean-Gilbert Marzin (°?-†?)           | Préfet de la région Corse, préfet de la Corse-du-Sud                                                                          | Professeur associé au I.E.P. de Grenoble                                                             |
| 2 août 1993       | 20 septembre 1996 | Bernard Courtois                      | directeur du cabinet du président du Conseil économique et social                                                             | en congé spécial (médecin)                                                                           |
| 20 septembre 1996 | 24 novembre 1997  | Christian Frémont (1942-2014)         | Préfet du Finistère | Nommé directeur général de l'administration au ministère de l'Intérieur                              |
| 24 novembre 1997  | 13 décembre 1999  | Daniel Cadoux (°?-†?)                 | préfet de la Sarthe | Nommé préfet de la région Picardie, préfet de la Somme                                               |
| 13 décembre 1999  | 10 décembre 2001  | Jean Dussourd (°?-†?)                 | Directeur de la Défense et de la Sécurité civiles au ministère de l’Intérieur                                                 | Nommé président du comité d'organisation des Championnats du monde d'athlétisme 2003                 |
| 10 décembre 2001  | 11 juillet 2004   | Cyrille Schott (°?-†?)                | Préfet de Seine-et-Marne | Nommé préfet de la région Basse-Normandie, préfet du Calvados                                        |
| 11 juillet 2004   | 25 mai 2006       | Denis Prieur (°?-†?)                  | Préfet de l'Essonne | Nommé Conseiller d'Etat en service ordinaire                                                         |
| 12 juin 2006      | 20 juillet 2007   | Bernard Fragneau (1951-2014)          | Préfet de l'Essonne | Nommé préfet de la région Poitou-Charentes et de la Vienne                                           |
| 20 juillet 2007   | 6 janvier 2009    | Rémi Caron (°?-†?)                    | Préfet de la Haute-Savoie | Nommé préfet de la région Normandie et de la Seine-Maritime                                          |
| 6 janvier 2009    | 25 janvier 2012   | Pierre de Bousquet de Florian (°?-†?) | préfet des Hauts-de-Seine | Nommé préfet de la région Normandie et de la Seine-Maritime                                          |
| 3 mars 2012       | 29 janvier 2015   | Denis Robin (°?-†?)                   | Conseiller pour les affaires intérieures au cabinet du Premier ministre. En novembre 2011 en mission de négociateur à Mayotte | nommé secrétaire général du ministère de l'Intérieur                                                 |
| 11 février 2015   | 6 mars 2017       | Fabienne Buccio (°?-†?)               | Préfête de la Loire | Nommée préfète de la région Normandie et de la Seine-Maritime                                        |
| 6 mars 2017       | 23 août 2020      | Fabien Sudry (°?-†?)                  | Directeur de cabinet du ministre de l'Aménagement du territoire Jean-Michel Baylet (°?-†?)                                    | Nommé préfet de la Côte-d'Or et de la région Bourgogne-Franche-Comté                                 |
| 24 août 2020      | 7 juillet 2022    | Louis Le Franc (°?-†?)                | Préfet de l'Oise | Nommé secrétaire général auprès de la ministre des collectivités territoriales                       |
| 10 août 2022      | 9 avril 2025      | Jacques Billant (°1960-†?)            | Préfet de la région Réunion                                                                                                   | Nommé haut-commissaire de la République en Nouvelle-Calédonie                                        |
| 9 avril 2025      | En cours          | Laurent Touvet (°1962-†?)             | Préfet de Moselle | |

## Par approfondir